# 토렌트프리크

토렌트프리크(영어: TorrentFreak)는 비트토렌트의 프로토콜과 파일 공유의 관련된 최신 뉴스와 이슈를 보도하는 블로그다. 토렌트프리크는 2005년 11월에 Ernesto Van Der Sar라는 인터넷 가명의 네덜란드인이 시작하였다.
캐나다의 법학자 마이클 가이스트(Michael Geist)에 의하면 "토렌트프리크는 디지털 사회의 이슈에 관한 오리자널 리포팅(original reporting)의 소식통으로 널리 쓰인다".